# Коммунарное
Коммуна́рное  (до 1948 года Кереи́т; укр. Комунарне, крымскотат. Kereyit, Керейит) — село в Раздольненском районе Крыма. Согласно административно-территориальному делению России входит в состав Ручьёвского сельского поселения Республики Крым, а согласно административно-территориальному делению Украины входит в Ручьёвский сельский совет Автономной Республики Крым.

## Население
| 2001 | 2014 |
| ---- | ---- |
| 118  | ↘16  |

Всеукраинская перепись 2001 года показала следующее распределение по носителям языка
| Язык             | Процент |
| ---------------- | ------- |
| украинский       | 39.83   |
| крымскотатарский | 38.98   |
| русский          | 19.49   |
| другие           | 0.85    |

### Динамика численности
| - 1806 год — 127 чел. - 1889 год — 35 чел. - 1892 год — 12 чел. - 1900 год — 47 чел. - 1915 год — 13/13 чел. - 1918 год — 80 чел. | - 1926 год — 55 чел. - 1939 год — 299 чел. - 1989 год — 132 чел. - 2001 год — 118 чел. - 2009 год — 77 чел. - 2014 год — 16 чел. |

## Современное состояние
На 2016 год в Коммунарном числится 3 улицы; на 2009 год, по данным сельсовета, село занимало площадь 25 гектаров, на которой в 34 дворах проживало 77 человек.

## География
Коммунарное — небольшое село на северо-востоке района, в степном Крыму. Расположено у границы с Первомайским районом, высота центра села над уровнем моря — 21 м. Ближайшие населённые пункты — Огородное в 3,7 км на северо-восток, Ветрянка в 4 км на север. Расстояние до райцентра около 22 километров (по шоссе), ближайшая железнодорожная станция — Красноперекопск (на линии Джанкой — Армянск) — примерно 34 километра. Транспортное сообщение осуществляется по региональным автодорогам 35Н-422 Камышное — Ручьи — Коммунарное и 35Н-422 Ручьи — Огородное — Коммунарное (по украинской классификации — С-0-11102 и С-0-11109).

## История
Первое документальное упоминание села встречается в Камеральном Описании Крыма… 1784 года, судя по которому, в последний период Крымского ханства Кереит входил в Самарчик кадылык Перекопского каймаканства. После присоединения Крыма к России (8) 19 апреля 1783 года, (8) 19 февраля 1784 года, именным указом Екатерины II сенату, на территории бывшего Крымского ханства была образована Таврическая область и деревня была приписана к Евпаторийскому уезду. После павловских реформ, с 1796 по 1802 год входила в Акмечетский уезд Новороссийской губернии. По новому административному делению, после создания 8 (20) октября 1802 года Таврической губернии, Кереит был включён в состав Джелаирской волости Евпаторийского уезда.
По Ведомости о волостях и селениях, в Евпаторийском уезде с показанием числа дворов и душ… от 19 апреля 1806 года в деревне Кереит числилось 19 дворов, 126 крымских татар и 1 ясырь. На военно-топографической карте генерал-майора Мухина 1817 года деревня Киреит обозначена с 18 дворами. После реформы волостного деления 1829 года Кереит, согласно «Ведомости о казённых волостях Таврической губернии 1829 года» отнесли к Атайской волости (переименованной из Джелаирской). Видимо, вследствие эмиграции крымских татар в Турцию, деревня заметно опустела и на карте 1836 года в деревне 6 дворов, а на карте 1842 года Кереит обозначен условным знаком «малая деревня», то есть, менее 5 дворов.
В 1860-х годах, после земской реформы Александра II, деревню приписали к Биюк-Асской волости. Согласно «Памятной книжке Таврической губернии за 1867 год», деревня была покинута жителями, вследствие эмиграции крымских татар, особенно массовой после Крымской войны 1853—1856 годов, в Турцию и представляла собой владельческую экономию без поселенцев под тем же названием. По обследованиям профессора А. Н. Козловского 1867 года, вода в колодцах деревни была пресная, а их глубина составляла 8—10 саженей (16—21 м). Если на трехверстовой карте 1865 года Кереит ещё обозначен, то, на карте, с корректурой 1876 года его уже нет. В «Памятной книге Таврической губернии 1889 года», по результатам Х ревизии 1887 года, в деревне Кереит числилось 7 дворов и 35 жителей. Согласно «…Памятной книжке Таврической губернии на 1892 год», уже в посёлке Кереит, входившем в Азгана-Карынский участок, было 12 жителей в 1 домохозяйстве.
Земская реформа 1890-х годов в Евпаторийском уезде прошла после 1892 года, в результате Кереит приписали к Коджанбакской волости. Видимо, происходили какие-то изменения в землевладении, поскольку по «…Памятной книжке Таврической губернии на 1900 год» уже на хуторе Кереит числилось 47 жителей в 2 дворах. В 1902 году на приобретённых неким Кайзером 1300 десятинах земли крымскими немцами лютеранами было основано новое поселение Кереит, или Кереит немецкий. На 1914 год в селении действовала лютеранская школа грамотности. По Статистическому справочнику Таврической губернии. Ч.II-я. Статистический очерк, выпуск пятый Евпаторийский уезд, 1915 год, на хуторе Кереит (наследников Иоганна Кайзера) Коджамбакской волости Евпаторийского уезда числился 1 двор с немецким населением в количестве 13 человек приписных жителей и 13 — «посторонних», из которых 14 мужчин и 12 женщин. При хуторе числилось 1167 десятин удобной земли, в хозяйстве имелось 120 лошадей, 140 волов, 40 коров и 150 голов мелкого скота (в 1918 году — 30 жителей). Согласно списку 1915 года «…русских подданных из австрийских, венгерских или германских выходцев» землевладельцев, опубликованном в газете «Таврические губернские ведомости» в апреле 1915 года, при селении Кереит значились Кайзер Эдуард Иоганнович и Кайзер Вильгельм Иоганнович, имевшие по 148 десятины земли.
После установления в Крыму Советской власти, по постановлению Крымревкома от 8 января 1921 года № 206 «Об изменении административных границ» была упразднена волостная система и в составе Евпаторийского уезда был образован Бакальский район, в который включили село, а в 1922 году уезды получили название округов. 11 октября 1923 года, согласно постановлению ВЦИК, в административное деление Крымской АССР были внесены изменения, в результате которых округа были отменены, Бакальский район упразднён и село вошло в состав Евпаторийского района. Согласно Списку населённых пунктов Крымской АССР по Всесоюзной переписи 17 декабря 1926 года, в селе Кереит (немецкий), в составе упразднённого к 1940 году Ташкуйского сельсовета Евпаторийского района, числилось 11 дворов, все крестьянские, население составляло 55 человек, из них 44 немца, 8 русских и 3 украинца. Постановлением ВЦИК РСФСР от 30 октября 1930 года был создан Фрайдорфский еврейский национальный район, уже как национальный (лишённоый статуса национального постановлением Оргбюро ЦК КПСС от 20 февраля 1939 года) украинский и село включили в его состав, а после создания в 1935 году Ак-Шеихского района (переименованного в 1944 году в Раздольненский) Кереит вошёл в новый район. По данным всесоюзной переписи населения 1939 года в селе проживало 299 человек. Вскоре после начала Великой Отечественной войны, 18 августа 1941 года крымские немцы были выселены, сначала в Ставропольский край, а затем в Сибирь и северный Казахстан.
С 25 июня 1946 года Кереит в составе Крымской области РСФСР. Указом Президиума Верховного Совета РСФСР от 18 мая 1948 года, Кереит переименовали в Коммунарное. С 24 декабря 1952 года село в составе Ручьёвского сельсовета. 26 апреля 1954 года Крымская область была передана из состава РСФСР в состав УССР. Указом Президиума Верховного Совета УССР «Об укрупнении сельских районов Крымской области», от 30 декабря 1962 года село присоединили к Красноперекопскому району. 1 января 1965 года, указом Президиума ВС УССР «О внесении изменений в административное районирование УССР — по Крымской области», вновь включили в состав Раздольненского. По данным переписи 1989 года в селе проживало 132 человека. С 12 февраля 1991 года село в восстановленной Крымской АССР, 26 февраля 1992 года переименованной в Автономную Республику Крым. С 21 марта 2014 года в составе Крыма аннексировано Россией.
12 мая 2016 года парламент Украины, не признающий российскую аннексию, принял постановление о переименовании села в Кереит (укр. Кереїт), в соответствии с законами о декоммунизации, однако данное решение не вступает в силу до «возвращения Крыма под общую юрисдикцию Украины».